# F/X
F/X  (F/X: The Series) è una serie televisiva canadese in 40 episodi trasmessi per la prima volta nel corso di 2 stagioni dal 1996 al 1998. La serie è conosciuta in Italia anche con il titolo F/X - The Illusion. È ispirata al film F/X - Effetto mortale (1986) e F/X 2 - Replay di un omicidio (1991).

## Trama
Rollie Tyler è un esperto di effetti speciali di New York che assiste il detective del NYPD Leo McCarthy nella cattura dei criminali con i suoi marchingegni. Nella seconda stagione, il personaggio di Leo viene ucciso e sostituito con Mira Sanchez.

## Personaggi e interpreti
- Roland 'Rollie' Tyler (40 episodi, 1996-1998), interpretato da Cameron Daddo.
- Angela 'Angie' Ramirez (38 episodi, 1996-1998), interpretata da Christina Cox.
- Capitano Marvin Van Duran (23 episodi, 1996-1997), interpretato da Richard Waugh.
- Detective Leo McCarthy (21 episodi, 1996-1997), interpretato da Kevin Dobson.
- Mira Sanchez (16 episodi, 1996-1998), interpretata da Jacqueline Torres.
- Lucinda Scott (12 episodi, 1996-1997), interpretata da Carrie-Anne Moss.
- Detective Francis 'Frank' Gatti (11 episodi, 1996-1997), interpretato da Jason Blicker.
- Christopher Darden (7 episodi, 1996-1998), interpretato da DTeflon.
- Colleen O'Malley (4 episodi, 1996-1997), interpretata da Sherry Miller.
- Victor Loubar (3 episodi, 1997-1998), interpretato da Andreas Apergis.
- Hamadi (2 episodi, 1996-1998), interpretato da Joseph Scoren.
- Mr. Park (2 episodi, 1996-1997), interpretato da Peter Kosaka.
- Danielle 'Dani' Vandenglas (2 episodi, 1996-1997), interpretato da Frederique Van Der Wal.
- Deanna Elliott (2 episodi, 1997-1998), interpretata da Deborah Odell.
- Sears (2 episodi, 1997-1998), interpretato da Todd Schroeder.
- Marty Pruitt (2 episodi, 1997-1998), interpretato da Malcolm Stewart.
- Elena Serrano (2 episodi, 1997), interpretata da Maria Conchita Alonso.
- Michael (2 episodi, 1997), interpretato da Scott Cohen.
- Dottor Desiro (2 episodi, 1997), interpretato da Ron James.
- Steve 'Director' (2 episodi, 1998), interpretato da Sean 'Hollywood' Hamilton.

## Produzione
La serie fu prodotta da Baton, CTV Television Network, Fireworks Entertainment, Hallmark Entertainment e Rysher Entertainment e girata a Toronto in Canada. Le musiche furono composte da Christophe Beck e Mark Kilian.

### Registi
Tra i registi sono accreditati:
- Michael Vejar in 8 episodi (1996-1998)
- Paul Lynch in 8 episodi (1996-1997)
- Mario Azzopardi in 3 episodi (1996-1997)
- Allan Eastman in 3 episodi (1996-1997)
- James Head in 2 episodi (1996-1998)
- Steve DiMarco in 2 episodi (1996-1997)
- Eric Till in 2 episodi (1996)
- J. Miles Dale in 2 episodi (1997-1998)
- Doug Lefler in 2 episodi (1997)
- Neill Fearnley in 2 episodi (1998)

### Sceneggiatori
Tra gli sceneggiatori sono accreditati:
- Mary Crawford in 11 episodi (1996-1998)
- Alan Templeton in 11 episodi (1996-1998)
- Gregory Fleeman in 3 episodi (1997)
- Robert T. Megginson in 3 episodi (1997)
- John Fasano in 2 episodi (1996-1997)
- John Sheppard in 2 episodi (1997)
- Alison Lea Bingeman in un episodio (1997)
- Alex Boon
- Stephen Downing

## Distribuzione
La serie fu trasmessa in Canada dal 9 settembre 1996 al 25 maggio 1998 sulla rete televisiva CTV Television Network. In Italia è stata trasmessa dal 1999 al 2004 su RaiDue con il titolo F/X.
Alcune delle uscite internazionali sono state:
- in Canada il 9 settembre 1996 (F/X: The Series)
- in Germania il 16 febbraio 1997 (F/X)
- in Portogallo il 4 luglio 1997 (F/X: Efeitos Mortais)
- in Svezia il 29 gennaio 1998
- in Finlandia il 16 ottobre 1998 (FX - murha tilauksesta)
- in Ungheria il 22 luglio 2002
- in Francia (F/X, effets spéciaux)
- in Italia (F/X[7] o F/X - The Illusion[1])

## Episodi
| Stagione         | Episodi | Prima TV Canada |
| ---------------- | ------- | --------------- |
| Prima stagione   | 22      | 1996-1997       |
| Seconda stagione | 18      | 1997-1998       |